# Ctenophryne aequatorialis
Espèce
Synonymes
- Engistoma aequatoriale Peracca, 1904
- Nelsonophryne aequatorialis (Peracca, 1904)

Statut de conservation UICN

 LC  : Préoccupation mineure
Ctenophryne aequatorialis est une espèce d'amphibiens de la famille des Microhylidae.

## Répartition
Cette espèce est endémique du Sud de l'Équateur. Elle se rencontre entre 2 450 et 2 650 m d'altitude dans les provinces d'Azuay et de Loja,.

## Description
Ctenophryne aequatorialis mesure environ 30 mm pour les mâles et environ 35 mm pour les femelles.

## Étymologie
Cette espèce est nommée en référence au lieu de sa découverte, l'Équateur.

## Publication originale
- Peracca, 1904 : Viaggio del Dr. Enrico Festa nell Ecuador e regioni vicine: Reptili ed Amfibii. Bollettino dei Musei di zoologia e anatomia comparata della Università di Torino, vol. 19, no 465, p. 1-41 (texte intégral).